# Rawya Saud Al Busaidi
Rawya Saud Al Busaidi (in arabo راوية بنت سعود البوسعيدية‎?; ...) è una politica omanita, prima donna a ricevere l'incarico di ministra nel suo paese.
Rawya Saud Al Busaidi rappresenta una figura pionieristica nella storia politica e accademica dell'Oman, essendo stata la prima donna omanita a ricoprire una carica ministeriale. La sua nomina a Ministra dell'Istruzione Superiore, avvenuta l'8 marzo 2004, ha segnato un momento storico per il paese, non solo per il suo genere ma anche per il suo notevole contributo al progresso del settore educativo.
Il suo lavoro ha ricevuto riconoscimenti a livello internazionale, tanto da posizionarla tra le figure più influenti nel mondo arabo, come evidenziato anche dalla sua presenza nella prestigiosa lista di Forbes delle "donne arabe più influenti" (al secondo posto, dopo Lubna Khalid Al Qasimi).
Rawya Saud Al Busaidi, che detiene un dottorato di ricerca ottenuto presso l'Università di Oxford, ha dedicato la sua carriera a elevare gli standard dell'istruzione in Oman, lasciando un'impronta indelebile nel sistema educativo del suo paese.
Al Busaidi ha anche ricoperto la carica di presidente dell'Università Sultan Qaboos, unica università omanita e la vicepresidenza del Consiglio di Ricerca dell'Oman. 
Nel 2006 le è stato assegnato per la terza volta il riconoscimento Distinguished Women Award dalla Arab Women Authority.
Nel 2020, dopo essere stata in carica per 16 anni come ministra, ha ceduto il ruolo alla dott.sa Rahma bint Ibrahim Al Mahrooqi come nuova ministra dell'istruzione superiore.